# Unia Poznań (żużel)
Unia Poznań – polski klub żużlowy z Poznania.
W rozgrywkach ligowych na szczeblu centralnym brał udział w latach 1948–1950.
Poznań w rozgrywkach ligowych na szczeblu centralnym, w okresie startów Unii, reprezentowała także ekipa Lechii (1948–1949).
Powrót ligowego żużla na szczeblu centralnym do Poznania, po 5-letniej przerwie, nastąpił w sezonie 1956, kiedy do rozgrywek przystąpiła Gwardia Poznań.

## Historia
Historia żużla w Poznaniu sięga okresu międzywojennego. W 1924 roku powstała sekcja motocyklowa Towarzystwa Sportowego Unia – Oddział Motocyklowy Towarzystwa Sportowego Unia. Na początku lat. 30. jej zawodnicy zdobyli medale w pierwszych edycjach indywidualnych mistrzostw Polski na żużlu. W 1935 roku zdecydowano o odłączeniu się, zlikwidowaniu „Oddziału Motocyklowego” i powołaniu odrębnej, niezależnej organizacji – „Motoklubu Unia”. 7 marca 1935 roku zorganizowano zebranie, na którym jednocześnie zlikwidowano Oddział Motocyklowy oraz ukonstytuowano Motoklub Unia. Na formalne zatwierdzenie powyższego musiano jednak czekać ponad rok. Dopiero 5 maja 1936 roku nowy byt wciągnięto do rejestru stowarzyszeń w Urzędzie Wojewódzkim Poznańskim. Działalność poznańskiego klubu Unia przerwał wybuch II wojny światowej. Po jej zakończeniu, już w sierpniu 1945 roku, Motoklub Unia został reaktywowany.
W 1948 roku zainaugurowano w Polsce żużlowe rozgrywki ligowe. Unia wystąpiła w eliminacjach, po których została zakwalifikowana do II ligi. Startowała w niej do 1950 roku. Przed sezonem 1951 GKKF i Komisja Sportowa PZMot ustaliły, że powstanie liga „zrzeszeniowa”. W związku z reorganizacją Unia Poznań występowała jedynie w rozgrywkach Poznańskiej Ligi Okręgowej.

## Sezony
| Sezon | Rozgrywki ligowe | Rozgrywki ligowe | Rozgrywki ligowe | Uwagi                   |
| Sezon | Liga             | Liga             | Miejsce          | Uwagi                   |
| ----- | ---------------- | ---------------- | ---------------- | ----------------------- |
| 1948  | Eliminacje       | Eliminacje       | 13/16            | Kwalifikacja do II ligi |
| 1948  | II               | II liga          | 9/9              |                         |
| 1949  | II               | II liga          | 6/9              |                         |
| 1950  | II               | II liga          | 5/8              |                         |

| Poziom ligowy | Liczba sezonów | Sezony    |
| ------------- | -------------- | --------- |
| II            | 3              | 1948–1950 |

## Osiągnięcia

### Krajowe
Poniższe zestawienia obejmują osiągnięcia klubu oraz indywidualne osiągnięcia zawodników w rozgrywkach pod egidą PZM.

#### Mistrzostwa Polski
Indywidualne mistrzostwa Polski
- 1. miejsce (2):
  - 1932 – Alfred Weyl (kl. 250 cm³)
  - 1933 – Alfred Weyl (kl. 250 cm³)
- 2. miejsce (1):
  - 1932 – Alfons Ziółkowski (kl. 350 cm³)
- 3. miejsce (1):
  - 1932 – Marian Malicki (kl. 350 cm³)